# Sydlandske Nætter
Sydlandske Nætter er en amerikansk stumfilm fra 1920 af Edwin Carewe.

## Medvirkende
- Rosemary Theby som Maria Inez
- Allan Sears som Danny O'Neil
- Georgie Stone
- Peaches Jackson
- Hector V. Sarno som Felipe Lopez
- Adele Farrington som Alice Lopez
- Arthur Edmund Carewe som Don Jose Alvarado
- Harry Duffield som O'Brien